# Renhe (socken i Kina, Shandong, lat 36,88, long 116,25)
Renhe (kinesiska: 人和街道, 人和) är en socken i Kina. Den ligger i provinsen Shandong, i den östra delen av landet, omkring 71 kilometer väster om provinshuvudstaden Jinan. Antalet invånare är 52 949. Befolkningen består av 26 355 kvinnor och 26 594 män. Barn under 15 år utgör 16,0 %, vuxna 15-64 år 75 %, och äldre över 65 år 7,0 %.
Genomsnittlig årsnederbörd är 800 millimeter. Den regnigaste månaden är juli, med i genomsnitt 287 mm nederbörd, och den torraste är januari, med 5 mm nederbörd.